# Washington State Route 8
Washington State Route 8 (SR 8) ist eine Fernstraße in Grays Harbor County und Thurston County im US-Bundesstaat Washington. Sie hat eine Länge von 20,67 Meilen (rund 33,27 km) und verbindet U.S. Highway 12 (US 12) in der City of Elma mit der weiter im Osten gelegenen Kreuzung zum U.S. Highway 101, etwa 9,5 km nordwestlich der Hauptstadt des Bundesstaates, Olympia. SR 8 kreuzt die SR 108 westlich von McCleary. Die Straße dient vor allem als Verbindungsstrecke zwischen Elma und Olympia.
Der Highway war von 1937 bis 1964 Teil der Stichstrecke Elma–Grand Mound des Primary State Highway 9 (PSH 9 EG), der von Elma südostwärts zur  Interstate 5 (I-5), dem früheren US 99 in Grand Mound führte, der 1967 Bestandteil der US 12 wurde. Im Thurston County bildet außerdem die nördliche Grenze des Capitol State Forest.

## Streckenbeschreibung
SR 8 führt über 20,67 Meilen (33,27 km) von der US 12 in Elma zu einer Kreuzung mit der US 101, etwa 9,5 km nordwestlich von Olympia. Die Strecke kreuzt zwischen Elma und Olympia nur einen anderen Highway, SR 108 in McCleary. Das Washington Department of Traffic (WSDOT) stellte fest, dass an der Kreuzung mit der US 101 täglich mehr als 17.000 Autofahrer die SR 8 benutzen.

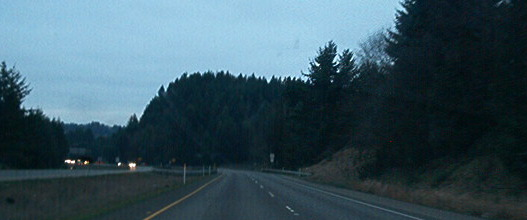
Der autobahnähnliche Abschnitt der SR 8 ostwärts in Richtung US 101

Von ihrem westlichen Anfangspunkt an der Kreuzung mit der US 12 in Elma führt SR 8 in Richtung Nordosten an Downtown Elma vorbei und verläuft dabei parallel zum Chehalis River. Nachdem der Highway den Fluss zweimal überquert hat, kreuzt die Fernstraße SR 108, die in nördlicher Richtung nach Kamilche führt, das westlich von McCleary liegt. An Downtown McCleary vorbei passiert SR 8 ein unvollständiges Kleeblatt an der Anschlussstelle mit der Mox Chehalis Road, von dem aus das autobahnähnliche Teilstück nach Osten führt und dabei die nördliche Grenze des Capitol State Forest bildet und danach am Summit Lake vorbeiführt. Vom Summit Lake aus biegt die Straße nach Nordosten und mündet in die südwärts gerichtete US 101.

## Geschichte

Zeichen des PSH 9 EG.

Bevor 1923 das System der Primary und Secondary Highways eingeführt wurde, war SR 8 ein Teil der Stichstrecke der State Road 9, von Elma nach Grand Mound. 1937 wurde der Abschnitt Teil einer Stichstrecke der Primary State Highway 9 (PSH 9 EG). PSH 9 EG wurde bei der Neunummerierung der Highways in Washington 1964 zur SR 8; in jenem Jahr ersetzte das Washington State Department of Transportation (WSDOT) das frühere System der Primary und Secondary Highways mit dem noch heute verwendeten System der State Routes.

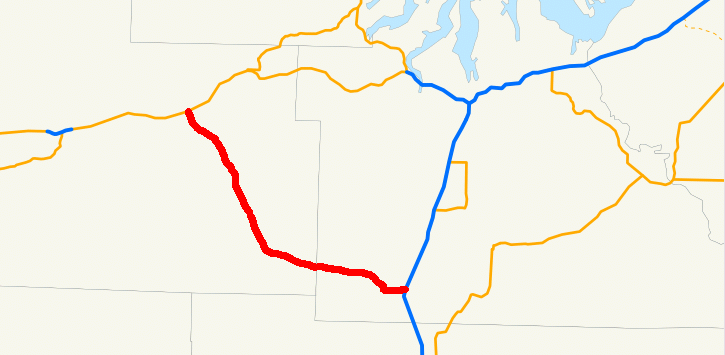
Karte von 1964 mit der SR 8m die von Elma nach Grand Mound führt.

Am 20. Juni 1967 wurde  US 12 von Lewiston, Idaho westwärts verlängert nach Aberdeen, Washington. Damit wurde der Verlauf des  US-Highway 410 ersetzt. Weil US 12 den ganzjährig befahrbaren White Pass und SR 8 von Elma nach Grand Mound nutzte, während US 410 den Chinook Pass, für den eine Wintersperre gilt, umging US 12 sowohl US 410 als auch die heutige SR 8. Die Beschilderung wurde Ende 1967 geändert, und das umgangene Segment der US 410 wurde zur neuen SR 8.

## Wesentliche Kreuzungen
| County       | Lage     | Meile | Richtung                                           | Anmerkung                                              |
| ------------ | -------- | ----- | -------------------------------------------------- | ------------------------------------------------------ |
| Grays Harbor | Elma     | 0,00  | US 12 westwärts nach Montesano und Aberdeen        |                                                        |
| Grays Harbor | Elma     | 0,00  | US 12 ostwärts nach Oakville, Centralia und Yakima | Anschlussstelle; Ausfahrt westwärts, Einfahrt ostwärts |
| Grays Harbor | McCleary | 6,03  | WA 108 ostwärts nach McCleary und Kamilche         |                                                        |
| Grays Harbor | McCleary | 7,39  | Mox Chehalis Road–McCleary                         | partielles Kleeblatt                                   |
| Thurston     |          | 20,67 | US 101 südwärts nach Olympia                       | Anschlussstelle; Ausfahrt ostwärts, Einfahrt westwärts |

## Belege
1. 1 2 3  Mark Finch: State Highway Log - Planning Report 2010. (PDF; 4,4 MB) Washington State - Department of Transport, Strategic Planning Division, 2010, S. 1216–1223, abgerufen am 22. Oktober 2012 (englisch).
2. ↑  Rand McNally (Hrsg.): The Road Atlas.  [Karte]. 2008, ISBN 0-528-93961-0, S. 108, Planquadrat H4, H5, H6 (englisch).
3. ↑  G.M. Johnson (Hrsg.): Olympia, Lacey, Tumwater, Thurston County.  [Karte] (= City Street Maps). 2007. Auflage. 2007 (englisch, store.maplink.com (Seite nicht mehr abrufbar. Suche in Webarchiven) [abgerufen am 25. April 2012]).  Info: Der Link wurde automatisch als defekt markiert. Bitte prüfe den Link gemäß Anleitung und entferne dann diesen Hinweis.
4. ↑  Washington State Department of Transportation: Washington Annual Average Daily Traffic Data. (PDF) 2007, archiviert vom Original am 26. März 2009; abgerufen am 25. April 2012 (englisch).
5. ↑  G.M. Johnson (Hrsg.): Port Angeles, Port Townsend, Sequim, Aberdeen, Hoquiam.  [Karte] (= City Street Maps). 2008 edition Auflage. 2008, Beilage Elma (englisch, store.maplink.com (Seite nicht mehr abrufbar. Suche in Webarchiven) [abgerufen am 25. April 2012]).  Info: Der Link wurde automatisch als defekt markiert. Bitte prüfe den Link gemäß Anleitung und entferne dann diesen Hinweis.
6. ↑  SR 8 – Emergency Slide Repair – Unstable Slope Map. Washington State Department of Transportation, 2007, archiviert vom Original am 30. September 2012; abgerufen am 25. September 2018 (englisch).
7. ↑  U.S. Geological Survey (Kartograph): Official State Highway Map.  [Karte], Maßstab 1:842.000. Hrsg.: Washington State Department of Transportation (= Official State Highway Maps). 2008–2009 Auflage. Olympia, Washington 2008, Planquadrat E2 (englisch, wa.gov [PDF; abgerufen am 25. April 2012]).
8. ↑  Washington State Legislature: Session Laws of the State of Washington (= Session Laws of the State of Washington). 1923 edition Auflage. Washington State Legislature, Olympia, Washington 1923, Kap. 185 (englisch, google.com [abgerufen am 25. April 2012]).
9. ↑  Washington State Legislature: Session Laws of the State of Washington (= Session Laws of the State of Washington). 1937 edition Auflage. Washington State Legislature, Olympia, Washington 1937, Kap. 190 (englisch, google.com [abgerufen am 19. Oktober 2008]).
10. ↑  C. G. Prahl, Washington State Highway Commission: Identification of State Highways, Part 1. (PDF; 681 kB) 1. Dezember 1965, abgerufen am 25. April 2012 (englisch).
11. ↑  C. G. Prahl, Washington State Highway Commission: Identification of State Highways, Part 2. (PDF; 1,1 MB) 1. Dezember 1965, abgerufen am 25. April 2012 (englisch).
12. 1 2  Richard F. Weingroff: U.S. 12 Michigan to Washington. Federal Highway Administration, 7. Mai 2005, abgerufen am 25. April 2012 (englisch).
13. ↑   All-Weather Plan Picked By Highway Commission, 23. April 1967, S. 5 (englisch).
14. ↑   Highway 410 is now U.S. No. 12, 28. Dezember 1967, S. 1 (englisch).
15. ↑   U-B Action Line, 29. September 1968, S. 1 (englisch).
16. ↑  Washington State Highway Commission: Annual Traffic Report. (PDF) 1970, archiviert vom Original am 25. Juni 2008; abgerufen am 25. April 2012 (englisch).